# Serge Occhipinti
Serge Occhipinti est un kitesurfeur français. Il est le premier au monde à avoir rallié l'île de la Martinique à celle de St Martin sur sa planche de kite, en parcourant 450 km en six étapes, muni d'une prothèse complète de son bras gauche.

## Biographie
Né le 24 février 1966 à Lyon, Serge est un kitesurfeur français ayant grandi à La Seyne-sur-Mer dans le Var et vivant en Martinique depuis le 21 novembre 1991.
À la suite d'un accident de la route en janvier 2011, les médecins l'amputent de son bras gauche, mais réussissent à sauver sa jambe gauche malgré de multiples fractures. Il réussit à remarcher après plusieurs mois passés dans un centre de rééducation.
Il décide de reprendre son sport. Une équipe de prothésistes lui fabrique une prothèse pour son bras en carbone et inox spécialement pour le kitesurf — une première en France.
Il crée l'association Handi-Ride Martinique pour aider des jeunes handicapés à pratiquer des sports de glisse.
Un an et demi après son accident, il projette de rallier l'île de la Martinique à celle de Saint Martin en kitesurf. Plus d'un an d'entrainement est nécessaire. Il trouve plusieurs aides financières — dont le Conseil régional de la Martinique — pour acheter plusieurs ailes de kite de tailles différentes, qu'il utilisera selon le vent, et un bateau suiveur équipé pour assurer sa sécurité.
Le 23 mars 2013, il participe à la Trans-Canal, première édition de la traversée Martinique/Sainte-Lucie en kitesurf. Il lui aura fallu 1 h 3 pour parcourir les 20 milles marins de cette compétition.
Serge Occhipinti rencontre l'acteur français José Garcia, passionné lui aussi de kitesurf, lors de son dernier entrainement. Il s'entraine sur le spot Le Vauclin, pointe sud de la Martinique, avec Charlotte Consorti, championne du monde et double recordwoman de kitespeed.
Profitant des bonnes conditions météorologiques du mois de juin 2013, il s’élance de la commune de Sainte-Marie dans le nord caraïbes de la Martinique pour la première étape de son défi qui en comporta six :
- première étape, Martinique/Dominique (pays), 49 milles marins réalisée en 4 heures ;
- deuxième étape, Dominique (pays)/Guadeloupe, 42 milles marins en 3 heures et 15 minutes[10] ;
- troisième étape, Guadeloupe/Montserrat, 44 milles marins en 2 heures et 50 minutes ;
- quatrième étape, Montserrat/Nevis, 33 milles marins en 1 heures et 50 minutes ;
- cinquième étape, Nevis/Saint Barthélemy, 45 milles marins en 3 heures[11] ;
- sixième étape, Saint Barthélemy/Saint Martin, 16 milles marins en 50 minutes[12].

La réussite de son défi a été relayée dans la presse écrite et sur les médias nationaux BFM TV et France Télévision.

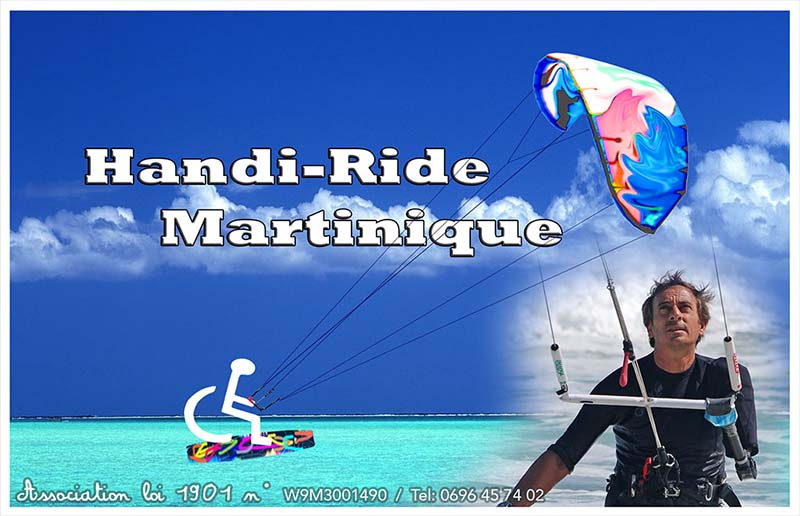
Handi-Ride Martinique

Serge s'emploie maintenant au développement de son association Handi-Ride Martinique.